# Oliver Smithies

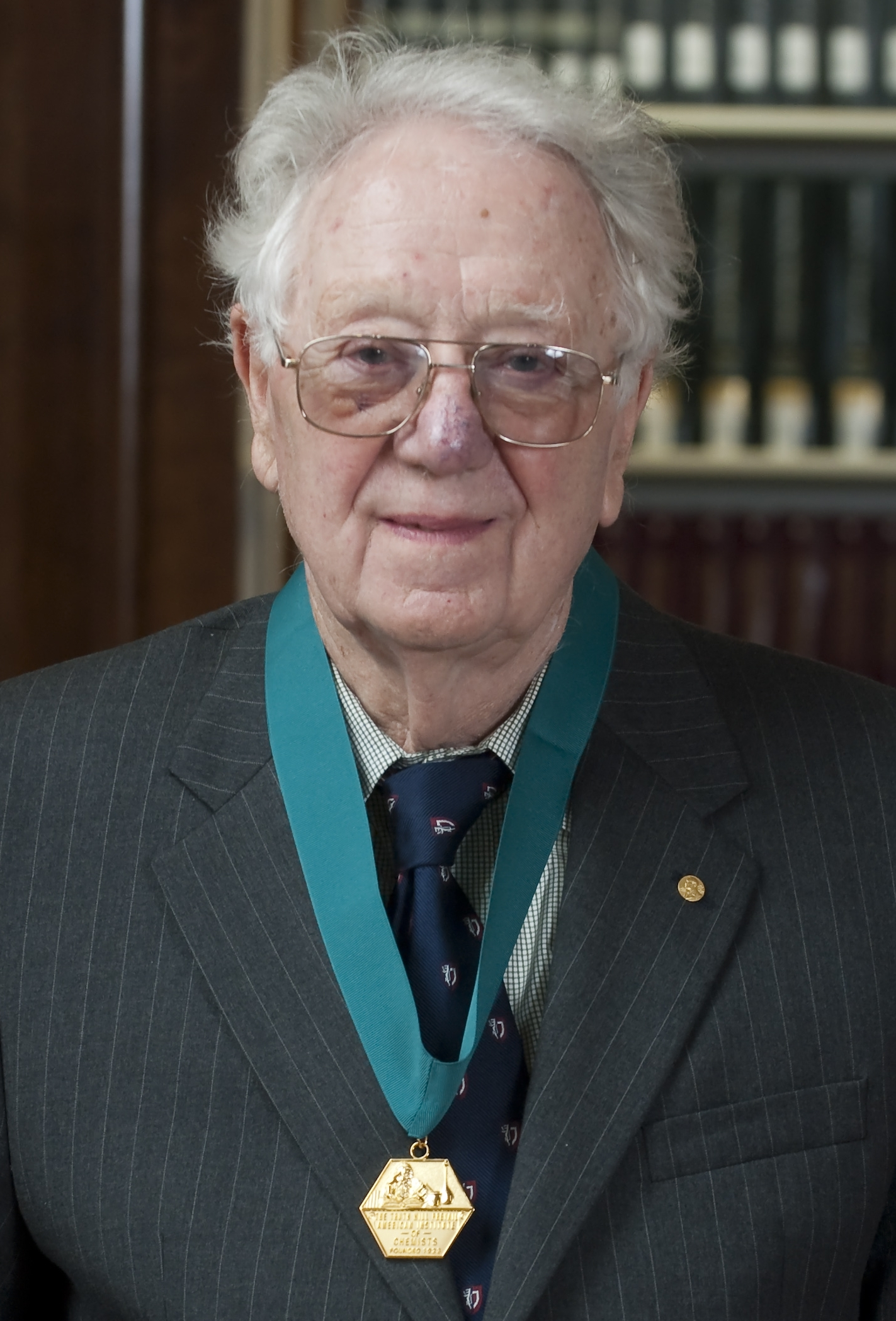
Oliver Smithies (Mai 2009)

Oliver Smithies (* 23. Juni 1925 in Halifax, West Yorkshire, England; † 10. Januar 2017 in Chapel Hill, North Carolina, Vereinigte Staaten) war ein englisch-amerikanischer Genetiker und Träger des Nobelpreis für Physiologie oder Medizin im Jahre 2007. Er wurde zusammen mit Martin Evans und Mario Capecchi für die Forschung an der Knockout-Maus ausgezeichnet.
Bereits Anfang der 1950er-Jahre hatte er entscheidend an der Entwicklung der Gelelektrophorese mitgewirkt, indem er 1955 auf die Vorteile der Verwendung von Stärkegel hinwies. Smithies besaß die Staatsbürgerschaft der Vereinigten Staaten.

## Akademischer Werdegang

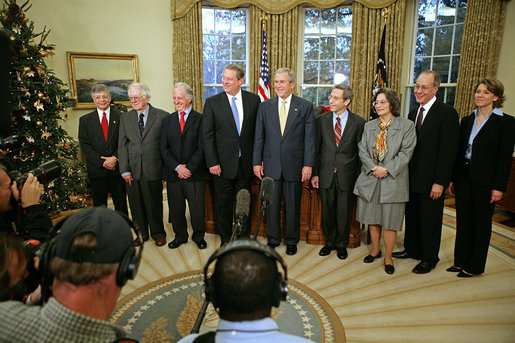
Smithies (zweiter von links) mit anderen Nobelpreisträgern bei US-Präsident George W. Bush

Oliver Smithies studierte in Oxford zunächst Tierphysiologie, in Zusammenarbeit mit Alexander George Ogston erwarb er 1951 den Doktor-Grad (Ph.D.) im Fach Biochemie an der University of Oxford. Danach wechselte er an die University of Wisconsin–Madison, und von 1953 bis 1960 arbeitete er am Connaught Medical Research Laboratory, University of Toronto, Canada. 1960 bis 1988 war er Assistant, Associate and Leon J. Cole and Hilldale Professor of Genetics and Medical Genetics an der University of Wisconsin–Madison. Ab 1988 war Smithies Excellence Professor of Pathology and Laboratory Medicine an der University of North Carolina at Chapel Hill.

## Auszeichnungen
- 1971: Wahl in die US-amerikanische National Academy of Sciences.
- 1975: Präsident der Genetics Society of America.
- 1978: Wahl in die American Academy of Arts and Sciences.
- 1986: Gewähltes Mitglied der American Association for the Advancement of Science.
- 1990/1993: Gairdner Foundation International Award
- 1993: North Carolina Award
- 1994: Alfred P. Sloan, Jr. Prize
- 1998: American Association of Medical Colleges’ Award for Distinguished Research an Smithies und Capecchi.
- 1998: Elected Foreign Member of the Royal Society.
- 2001: Albert Lasker Award for Basic Medical Research zusammen mit Martin Evans und Mario Capecchi
- 2002: O. Max Gardner Award, höchster Preis der University of North Carolina at Chapel Hill
- 2002: Massry-Preis
- 2003: Gewählt ins U.S. Institute of Medicine
- 2003: Wolf Prize in Medizin zusammen mit Mario Capecchi und Ralph L. Brinster
- 2005: March of Dimes Prize in Developmental Biology
- 2007: Thomas Hunt Morgan Medal
- 2007: Nobelpreis für Physiologie oder Medizin